# 青山幸篤
青山 幸篤（あおやま よしあつ）は、江戸時代中期の丹後国宮津藩の世嗣。官位は従五位下・播磨守。

## 略歴
宮津藩初代藩主・青山幸秀の四男として誕生した。兄2人が早世し、同年生まれの三兄・幸道は庶子だったため、嫡子として育てられる。寛保元年（1741年）、徳川吉宗に拝謁し叙任するが、延享元年（1744年）に廃嫡された。代わって幸道が嫡子となった。